# 마츠다 유사쿠
마츠다 유사쿠(일본어: 松田優作, 1949년 9월 21일 ~ 1989년 11월 6일)는 일본의 가수이자 배우이다. 야마구치현 시모노세키시 출신으로 한국 이름은 김우작(金優作)이다.

## 개요
본명은 같으며, 옛 이름은 김우작 (金優作). 일본인 아버지와 재일 한국인 어머니 사이에서 태어났다. 진짜 생년월일은 1949년 9월 21일이지만, 어머니가 '동급생들보다 키도 크고, 지혜도 있으니 유리할 것'이란 생각에 의도적으로 출생 신고를 늦게 해, 호적상으로는 1950년 9월 21일에 태어난 것으로 되어있다.
형사 드라마 《태양을 향해 외쳐라!》로 인기를 얻게 된다. 1970년대 후반부터 토에이 센트럴 필름 작품, 카도가와 영화 작품으로 액션 스타로서 인기를 떨치고, 1980년대부터는 연기파로 배우로서도 인정을 받게 된다. 의협심이 넘쳐 인정이 두텁고 그 용맹한 인간성과 탁월한 연기력으로, 1980년대를 통틀어 가장 중요한 일본의 영화 배우 중 1명으로 평가되었다.

## 경력
- 1949년 9월 21일 - 야마구치현 시모노세키시에서 태어났다. 재일 한국인 3세인 어머니 밑에서 사생아로 자라게 된다.[2] 아버지는 나가사키시 출신의 보호사로 당시 39세, 고향에 처자식이 있는, 180cm에 가까운 평균보다 큰 남성이었다. 두 명의 형이 있고 형제는 우애가 좋았지만, 점차 자신의 출생의 비밀을 알아가기 시작하고, 그것을 원인으로 고독을 느끼게 된다.

- 1966년 - 시모노세키시립 분요중학교 졸업. 시모노세키 시립 제1고등학교 (현: 야마구치 현립 시모노세키 중등교육학교)로 진학.

- 1967년 - 11월, "미국에 가서 변호사가 되어라."라는 어머니의 엄명에, 원치 않게 시모노세키시립 제1고등학교를 2학년 때 중퇴하고, 작은아버지 부부에게 맡겨져 미국 국적을 얻기 위해 미국 캘리포니아주 몬테레이 로 건너가, 씨사이드 시의 씨사이드 고등학교에 입학, 1년 미만 체류.

- 1968년 - 작은아버지 부부의 이혼 소송과 언어 문제로 고민하다, 9월에 어머니 몰래 씨사이드 고교를 중퇴하고 귀국한다. 이에 앞서 중학교 때부터 가라테를 배우고 있었으며, 유파는 불분명하지만 이단이 공인되어 있다. 귀국 후에는 극진회관 본부 도장에서 연습하였다. 그 경험은 후에 액션 장면에 도움이 된다. 이케부쿠로의 큰 형 맨션에 더부살이를 하며 도쿄도 도시마구에 있는 호난고등학교 야간부 보통과 4학년에 편입한다.

- 1969년 - 3월, 호난고등학교 졸업.

- 1970년 - 4월, 간토학원대학 문학부 입학.
- 1971년 - 3월, 문학좌 입소 시험을 치르나 1차 필기시험에서 불합격. 같은 해 5월, 가네코 노부오 주재의 극단 '신 연극인 클럽 마루이'에 입단. 여기에서 첫 아내 미치코 (아메미야 사키)를 알게 된다.

- 1972년 - 간토학원대학 문학부 중퇴. 같은 해 4월, 문학좌 부속 연기 연구소 12기생이 된다. 동기는 아가와 야스코, 타카하시 요코, 후배로는 나카무라 마사토시, 2기 선배로 모모이 카오리 등이 있다. 역할에 전념하기 위해 6월에 대학에 자퇴서를 낸다. 이때 《돌격! 휴먼!!》의 '휴먼/이와키 준이치로' 역의 오디션을 봤다고 한다.[3] 또한 무명이던 1969년, 신주쿠역 동쪽 출구의 바 (Bar) '록'에서 바텐더를 하고 있을 때, 손님으로 왔던 히시미 유리코, 하라다 다이지로, 무라노 다케노리와 아는 사이가 되어 친분을 쌓았다. 무라노는 자신이 출연하고 있었던 《나와라! 청춘》의 프로듀서인 오카다 히로키치가 신인 배우를 찾고 있다는 소식을 듣고 마츠다를 추천했다. 이 일이 《태양을 향해 외쳐라!》로 이어진다.

- 1973년 7월 20일 - 형사 드라마 《태양을 향해 외쳐라!》에 '청바지 형사'로 출연, 그 활약과 순직 장면이 화제가 된다. 같은 해 9월, "현재는 '마츠다 유사쿠'라는 가명이 사용하고 있어 프로그램 관계자들도 모르는 이야기 입니다만, 만약 제가 재일 한국인인 것을 알게 되면 여러분의 실망이 클것이라고 생각합니다."라는 이유로 법무성에 귀화 신청을 하고, 일본 국적을 취득.[4] 가명이었던 '마쓰다 유사쿠'가 본명이 된다.

- 1973년 - 시가키 타로 주연의 《늑대의 문장》(도호)으로 스크린 데뷔.

- 1975년 1월 31일 - 같은 해 7월 19일 《우리들의 훈장》의 가고시마 로케이션 사전회의를 하던 날 밤, 19세의 재수 학원생에게 공연자 E와 함께 폭력을 휘두르고, 전치 3개월의 중상을 입게 한 용의로 경시청 신주쿠 경찰서에 체포된다. 이것 때문에 1년 간의 근신 생활을 보낸다. 도쿄 구치소에 옮겨진 후, 상해 혐의로 기소 당해 같은 해 3월 10일, 도쿄 지방 재판소에서 징역 10월, 집행 유예 3년의 유죄판결을 받는다.

- 1976년 - 1월 방송의 형사 드라마 《대도시 싸움의 나날》 제4화 협력자 게스트로 복귀.

- 1976년 5월 - 《폭력교실》(도호, 오카모토 아키히사 감독)이 크랭크인. 이 작품을 통해 영화까지 완전 복귀한다.

- 1976년 7월 25일 - 앨범 "축제 노래"로 가수 데뷔.

- 1977년 - 영화 《인간의 증명》(카도가와) 무네이 형사 역으로 출연. 형사 드라마 《대도시 PARTII》로 텔레비전에 본격적으로 복귀한다.

- 1978년 - 무라카와 토오루 감독의 도호 센트럴 필름 영화 《유희 시리즈》 제1탄 《가장 위험한 유희》 주연 (같은 해 《살인 유희》, 다음 해 《처형 유희》).

- 1979년 - 무라카와 토오루 감독의 카도가와 영화 《되살아나는 킨로》 주연 (다음 해 《야수, 죽여야 한다》）. TV 드라마 《탐정 이야기》 주연, 젊은이들을 중심으로 높은 인기를 얻게 된다. 이 때, 많은 액션 영화에 주연으로 출연한다. 상해 사건의 집행 유예 만료.

- 1983년 - 모리타 요시미츠 감독의 영화 《가족 게임》으로, 그 전까지의 이미지를 일신하는 연기를 하고, 수많은 상을 수상.

- 1985년 - 《그리고》로 다시 한번 모리타 요시미츠 작품에 출연, 주인공을 호연한다.

- 1986년 - 영화 《어 호먼스》 제작 도중, 작품의 방향성에 관해 의견이 엇갈리고 감독이 하차하자 스스로 메가폰을 잡게 되었고, 이 작품을 통해 영화 감독으로 데뷔하였다. 야쿠자 항쟁과 SF Taste를 융합한 이색적인 작품이다.

- 1988년 - 미국 영화 《블랙 레인》에 출연함으로써 염원하던 할리우드 데뷔를 이루게 된다. 이 영화를 촬영하던 중 자신이 암에 걸린 것을 알게 되지만 치료를 미루고 출연했다. 한편, 암에 걸린 사실을 아는 사람은 촬영 관계자 야스오카 리키오뿐이며, 주위에도 단단히 입단속을 시켰다.

- 1989년 11월 6일 - 오후 6시 45분, 입원중이던 사이쿠보 병원 (현: 무사시노 양화회 병원)에서 방광암의 요부 전이로 타계. 향년 40.
  - 《블랙 레인》으로 고평가를 받고 있던 마츠다에게는, 할리우드에서 로버트 드 니로와의 공동 출연작 등 출연 의뢰도 와있었다.
  - 마츠다가 동생처럼 귀여워 했던 나카무라 토오루는 마츠다의 영정 앞에서 "유사쿠씨, 일어나세요. 너무 이르잖아요!!"라고 말하며 울부짖었다.
  - 사망한 다음 날 방송 《밤의 히트 스튜디오 SUPER》에서는 추도로 마츠다가 출연했던 VTR이 나온 후에, 사회자 카가 마리코가 눈물을 흘리며 추도 코멘트를 이어갔다. 유작이 된 TV 드라마 《화려한 추적》은 '세상에서 가장 먼 여자 프로렌스 조이너와 '세상에서 제일 빠르게 달리는 것처럼 보이는 남자' 마츠다의 공연이라는 컨셉이었지만, 진행된 병때문에 생각처럼 달릴 수 없게 된 마츠다는 각본이나 연출을 조금씩 손을 보고 상당한 개변 (改變)을 더했다. 스태프 중에는 내심 화를 낸 사람도 있었지만, 마츠다가 사망한 후에 그 이유를 깨닫고 후회했다고 한다.

## 인물
- 신장은 공식적으로 185 cm (전처의 증언에 따르면 실제는 183 cm)의 장신으로 터프한 캐릭터. 발군의 운동신경과 긴 손·발을 살린 움직임은 지금까지의 배우에게는 없는 독자적인 것이며, 액션·스턴트 장면에서 스턴트맨을 쓰지 않았다. 하기와라 겐이치와 함께 동시대를 대표하는 스타다.

- 데뷔 때는 액션 스타로 주목을 받았지만, 연극을 열심히 공부하고 개성파 배우로서 점차로 역할의 폭을 넓혀 갔다. 강렬한 카리스마를 가진 배우이며, 마츠다가 연기한 캐릭터나 본인 그대로를 이미지한 모습을 흉내내는 젊은이를 낳고, 또 동업자인 후배에게도, 그의 스타일을 답습한 배우 (후루오야 마사토, 마타노 세이지 등)도 등장했다. 만화 《북두의 권》의 주인공 '켄시로'도 퍼스널리티면에서 마츠다를 모델로서 시작되었고 《원피스》 인물 중 해군 대장 '아오키지', 플레이스테이션2 게임《귀무자》의 '야규 쥬베이' 등 많은 캐릭터들의 모델로 그려졌다.

- 성격은 급한 경향이 있고 흥분하면 주먹이 나올 때도 많았다고 한다. 그러나 결단코 함부로 폭력을 휘두르지는 않았고, 상대가 불합리한 말을 하거나 틀린 것을 말했을 경우로만 한정되었다. 한편 자신의 동료들을 굉장히 소중히 여기고 있던 모양이고 미즈타니 유타카, 마루야마 쇼이치, 사토 가지로 등 유사쿠와 우정이 깊었던 다수의 친구들이 유사쿠의 전기 (傳記)에서 그의 됨됨이를 이야기하고 있다. 가게에서 사전회의를 하고 있었을 때 같은 가게에 와있던 다른 손님이 무시하는 듯한 말투로 사토에게 "가지로~!"라며 행패부리는 것에 격노한 마츠다는 진심으로 그 손님을 때릴 뻔 했었다는 에피소드도 있다.

- 전 부인인 마츠다 미치코 (아메미야 사키)에 의하면, 유사쿠는 일각에서 태어나고 자란 것이나, 한국 국적인 것을 사활이 달린 문제인 듯이 고민하고 있었다고 한다.

- 마작을 잘하고, 패배한 적은 거의 없었다고 관계자는 이야기 하고 있다. 《태양을 향해 외쳐라!》에 출연하는 계기가 된 것도 마작 승부로 무라노 다케노리에게 이겨서 무라노를 통해 프로듀서에게 자신을 소개하게 해 역을 맡게 된 에피소드는 대단히 유명하다. 또 후에 자신의 주연 영화 《가장 위험한 유희》의 첫 장면에서 그 강함을 자신의 역할인 살인 청부업자 나루미의 입으로 이야기하고 있다.

- 《태양을 향해 외쳐라!》에서 하차할 때, 후임 가츠노 히로시에게 어드바이스를 요구받고, "달리는 모습을 연구해라."라고 대답했다고 한다. 처음부터 마츠다의 전임이었던 하기와라 겐이치를 프로그램 출연에 설득할 때 감독 다케바야시 신이 말한 "네가 달리는 모습을 찍고 싶다."를 기본 컨셉으로, 그 뒤를 이어받은 마츠다를 비롯해 신인 형사의 질주하는 모습은 많은 팬을 매료하고, 달린다는 것은 동(同) 프로그램의 대명사로서 미래까지 이어졌다.

- 신인 시절 '내가 잘나가지 않는 이유는 홑꺼풀이기 때문.'이라는 콤플렉스를 가지고 있었고, 후에 쌍꺼풀 수술을 했다. 금전면에서 힘들었던 시기였지만 어떻게든 수술비용을 모았다. 당시 쌍꺼풀 수술은 절개법이며, 수술 약 1주일 후 실밥을 뽑아야 했지만 "비용이 또 드는 게 아닐까..."라고 염려한 마츠다는 병원에 가지 않고 집에서 거울을 보며 재봉용 작은 가위로 실밥을 뽑았다고 이야기 했다. 그 때, 억지로 뽑고 소독도 충분히 하지 않았기 때문에 훗날까지 자국이 남았다. 실제로는 실밥을 뽑는 비용은 수술비에 포함되어 있고, 재진찰에 관련되는 비용은 기껏해야 소독값과 진찰료 몇 천엔 정도라는 것을 나중에 알고 후회했다고 하다.

- 마츠다 미유키는 마츠다를 "평소에 패션에는 무심해서, 내버려두면 무엇을 입을지 모를 정도였다."고 한다. 근시로 평소에 쓰고있던 안경도 위가 검은 테로 소위 아저씨 안경이었다.

- 《태양을 향해 외쳐라!》 출연 당시에는 운전 면허를 취득하지 않았기 때문에 운전 장면은 모두 대역이었다. 후에 《탐정 이야기》에서는 베스파를 타고 있었는데, 오토바이 면허는 소유하고 있었다. 그 후 4륜 면허를 취득하였다.

## 가족
- 극단 동료이기도 한, 후에 《완전한 사육》 등의 대표작을 가진 작가 마츠다 미치코와 1975년 9월 21일에 결혼해 장녀가 태어나나, 여배우 쿠마가이 미유키 (현: 마츠다 미유키)와의 불륜이 원인으로 1981년 12월 24일에 이혼한다. 미유키와는 《탐정 이야기》에 함께 출연하며 알게 된 사이이며, 장남 류헤이 출산 후에 결혼하였다.

- 미유키와의 사이에 순서대로 장남 류헤이, 차남 쇼타, 장녀 (유사쿠 사망시 1세)가 있다.

## 출연 작품

### 영화
| 순서 | 연도   | 제목 (원제)               | 제목 (풀이)                | 역할               |
| ---- | ------ | ------------------------- | -------------------------- | ------------------ |
| 1    | 1973년 | 狼の紋章                  | 늑대의 문장                | 하구로             |
| 2    | 1974년 | ともだち                  | 친구                       | 코마츠             |
| 3    | 1974년 | 竜馬暗殺                  | 료마 암살                  | 미기타             |
| 4    | 1976년 | 暴力教室                  | 폭력 교실                  | 미조구치 카츠토시  |
| 5    | 1976년 | ひとごろし                | 살인자                     | 후타고 로쿠베      |
| 6    | 1977년 | 人間の証明                | 인간의 증명                | 무네이 형사        |
| 7    | 1978년 | 最も危険な遊戯            | 가장 위험한 유희           | 나루미 쇼헤이      |
| 8    | 1978년 | 殺人遊戯                  | 살인 유희                  | 나루미 쇼헤이      |
| 9    | 1978년 | 沖縄列伝･第一             | 오키나와 열전·제1          | 나레이션           |
| 10   | 1979년 | 俺達に墓はない            | 우리에게 무덤은 없다       | 시마 카츠오        |
| 11   | 1979년 | 蘇える金狼                | 되살아나는 킨로            | 아사쿠라 테츠야    |
| 12   | 1979년 | 処刑遊戯                  | 처형 유희                  | 나루미 쇼헤이      |
| 13   | 1980년 | レイプハンター 狙われた女 | 레이프 헌터, 노려지는 여자 |                    |
| 14   | 1980년 | 薔薇の標的                | 장미의 표적                | 호텔 손님 (게스트) |
| 15   | 1980년 | 野獣死すべし              | 야수, 죽여야 한다          | 다테 쿠니히코      |
| 16   | 1981년 | ヨコハマBJブルース        | 요코하마 BJ 블루스         | BJ                 |
| 17   | 1981년 | 陽炎座                    | 아지랭이 자리              | 마츠자키           |
| 18   | 1983년 | 家族ゲーム                | 가족 게임                  | 요시모토 카츠      |
| 19   | 1983년 | 探偵物語                  | 탐정 이야기                | 츠지야마 슈이치    |
| 20   | 1985년 | それから                  | 그리고                     | 나가이 요스케      |
| 21   | 1986년 | ア・ホーマンス            | 어 호먼스                  | 바람               |
| 22   | 1988년 | 嵐が丘                    | 폭풍의 언덕                | 타카시             |
| 23   | 1988년 | 華の乱                    | 꽃의 난                    | 아리시마 타케오    |
| 24   | 1989년 | ブラック・レイン          | 블랙 레인                  | 사토 히로후미      |

### 드라마
| 순서 | 연도            | 제목 (원제)                                                             | 제목 (풀이)                                                                       | 역할                                 | 방송국    |
| ---- | --------------- | ----------------------------------------------------------------------- | --------------------------------------------------------------------------------- | ------------------------------------ | --------- |
| 1    | 1969년 - 1971년 | 柔道一直線                                                              | 유도 일직선                                                                       | 엑스트라 시합을 관전하는 유도 부원   | TBS       |
| 2    | 1973년 - 1974년 | 太陽にほえろ!                                                           | 태양에 짖어라!                                                                    | 시바타 준                            | NTV       |
| 3    | 1974년 - 1975년 | 赤い迷路                                                                | 붉은 미로                                                                         | 츠즈키 준                            | TBS       |
| 4    | 1975년          | 俺たちの勲章                                                            | 우리들의 훈장                                                                     | 나카노 유지                          | NTV       |
| 5    | 1976년          | 大都会 闘いの日々                                                       | 대도시 전쟁의 나날                                                                | 마츠미야 지로                        | NTV       |
| 6    | 1976년          | 夫婦旅日記 さらば浪人                                                   | 부부여행기 안녕 좋은 사람                                                         | 17화 게스트                          | CX        |
| 7    | 1977년 - 1978년 | 大都会 PARTII                                                           | 대도시 PARTⅡ                                                                      | 토쿠요시                             | NTV       |
| 8    | 1977년          | 森村誠一シリーズ・腐蝕の構造                                            | 모리무라 세이치 시리즈 부식의 구조                                                |                                      |           |
| 9    | 1978년          | 大追跡                                                                  | 대 추적                                                                           | 최종회 마지막 장면 게스트            | NTV       |
| 10   | 1979년          | あめゆきさん                                                            | 아메유키씨                                                                        | 야마다 와카의 연인                   | TBS       |
| 11   | 1979년 - 1980년 | 探偵物語                                                                | 탐정 이야기                                                                       | 쿠도 준사쿠                          | NTV       |
| 12   | 1982년          | 春が來た                                                                | 봄이 왔다                                                                         | 바람개비                             | ANB       |
| 13   | 1982년          | 死の断崖                                                                | 죽음의 낭떠러지                                                                   | 오가타 데츠오                        | NTV       |
| 14   | 1982년          | 新・事件 ドクターストップ                                               | 신 형사 닥터 스톱                                                                 | 아이자와 세이치                      | NHK       |
| 15   | 1982년          | ホームスイートホーム                                                    | 홈 스위트 홈                                                                      | 제8화 - 제11화 게스트                | NTV       |
| 16   | 1982년 - 1983년 | あんちゃん                                                              | 안짱                                                                              | 제15화·제16화 게스트 야마모토 쿠라조 | NTV       |
| 17   | 1983년          | 熱帯夜                                                                  | 열대야                                                                            | 스도 에이지                          | CX        |
| 18   | 1983년          | 土曜ワイド劇場、松本清張の断線                                          | 토요 와이드 극장 마쓰모토 세이초의 단선                                           | 다시마(타키무라) 미츠오              | ANB       |
| 19   | 1984년          | 女殺油地獄                                                              | 여살유지옥                                                                        |                                      | NHK       |
| 20   | 1986년          | 追う男                                                                  | 쫓는 남자                                                                         | 세키 료스케                          | NHK       |
| 21   | 1988년          | 土曜ワイド劇場、桜子は微笑う ラストエンペラーに仕掛けられた妖しい女の罠 | 토요 와이드 극장 사쿠라코는 미소 짓는다 마지막 엠페러에 걸린 요염한 여자의 올가미 |                                      | TV 아사히 |
| 22   | 1989년10월 7일  | 華麗なる追跡THE CHASER                                                  | 화려한 추적 THE CHASER                                                            | 카네시로 나오야                      | NTV       |

### 게임
- 귀무자 2

## 음반 목록

### 앨범
| 순서 | 발매일           | 제목                                 |
| ---- | ---------------- | ------------------------------------ |
| 1    | 1976년 7월 25일  | 축제 노래 (まつりうた 마츠리우타[*]) |
| 2    | 1978년 8월 25일  | U턴 (Uターン)                        |
| 3    | 1980년 5월 1일   | TOUCH                                |
| 4    | 1981년 5월 21일  | HARDEST DAY                          |
| 5    | 1981년 11월 21일 | HARDEST DAY LIVE                     |
| 6    | 1982년 11월 21일 | INTERIOR                             |
| 7    | 1985년 3월 21일  | DEJA-V                               |
| 8    | 1987년 4월 21일  | D.F. NUANCE BAND                     |

### 싱글
| 순서 | 발매일          | 제목                                                  |
| ---- | --------------- | ----------------------------------------------------- |
| 1    | 1978년 7월 25일 | U턴 (Uターン)                                         |
| 2    | 1980년 5월 21일 | 백일몽 (白昼夢) B면: UPWARD MORE                      |
| 3    | 1981년 4월 21일 | Brothers Song (ブラザーズ・ソング) B면: LADY          |
| 4    | 1984년 9월 21일 | 꿈·유혹 (夢・誘惑 유메·유우와쿠[*]) B면: 246의 기하학 |
| 5    | 1985년 3월 21일 | One From The Heart B면: Night Performance             |